# Lockington, East Riding of Yorkshire
Lockington är en ort och civil parish i Storbritannien.   Den ligger i kommunen East Riding of Yorkshire och riksdelen England, i den sydöstra delen av landet, 270 km norr om huvudstaden London. Lockington ligger 16 meter över havet och antalet invånare är 524.
Terrängen runt Lockington är platt. Runt Lockington är det ganska tätbefolkat, med 139 invånare per kvadratkilometer. Närmaste större samhälle är Beverley, 8,6 km sydost om Lockington. Trakten runt Lockington består till största delen av jordbruksmark.